# Nathan Mensah

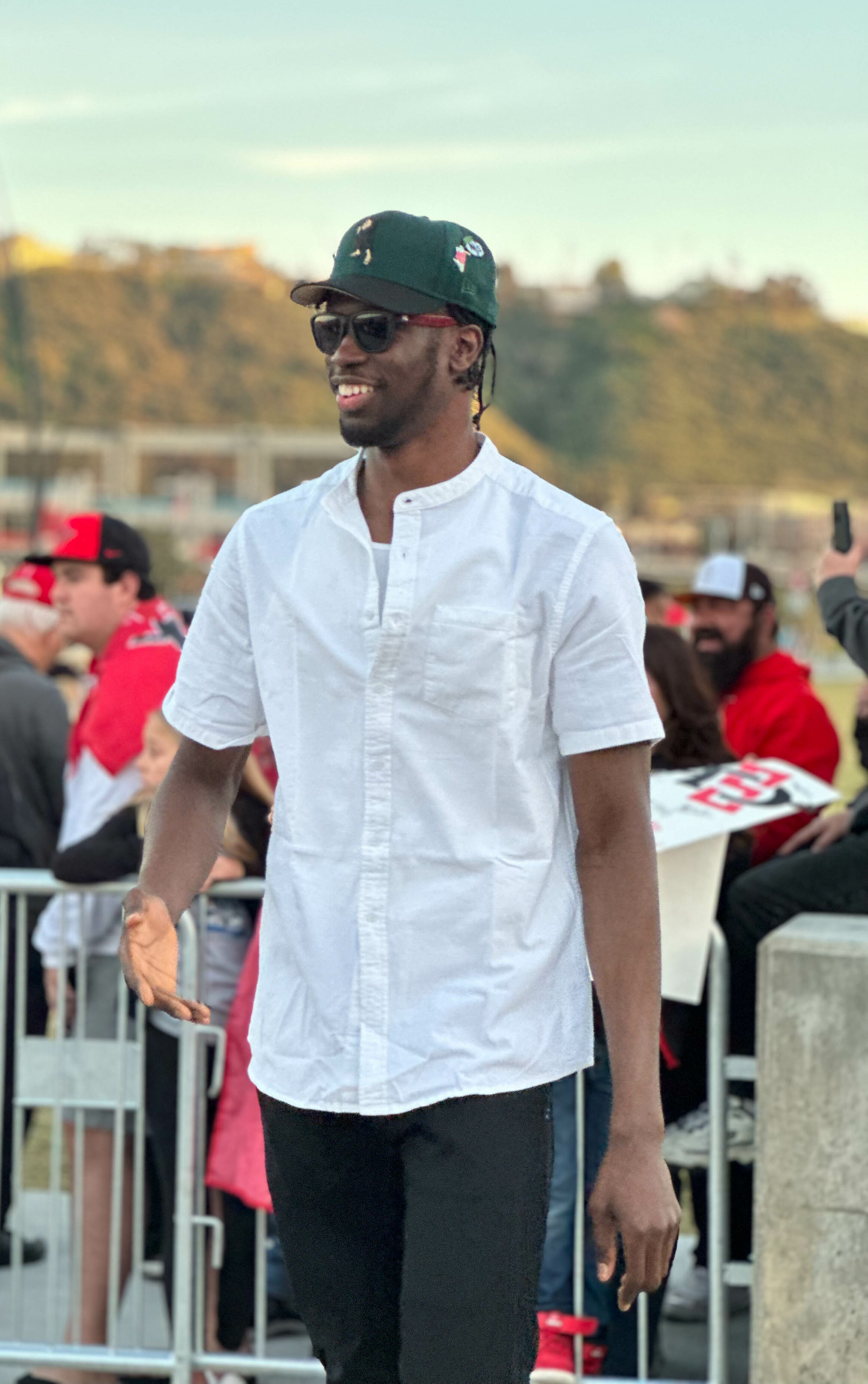
Nathan Mensah, 2023.

Nathan Mensah, född 9 april 1998 i Accra, är en ghanansk professionell basketspelare (C/PF) som spelar för San Antonio Spurs i National Basketball Association (NBA). Han har tidigare spelat för Charlotte Hornets.
Mensah blev aldrig NBA-draftad.
Innan han blev proffs studerade Mensah vid San Diego State University och spelade för universitetets idrottsförening San Diego State Aztecs.